# 倉橋健
倉橋 健（くらはし たけし、1919年10月11日 - 2000年5月17日）は、日本の英文学者、演劇評論家、演出家。早稲田大学名誉教授。本名の読みは「けん」。

## 人物
日本統治時代の朝鮮京城で出生後、現在の長野県飯山市で育つ。1941年早稲田大学英文学科卒。応召、1947年復員、1949年ワシントン州立大学留学、帰国後は早稲田大学文学部助手、講師、助教授、1958年教授。1970年から1989年まで早稲田大学演劇博物館館長。1988年から1990年まで日本演劇学会会長。1990年定年退任、名誉教授。1983年秋、紫綬褒章受勲。
アーサー・ミラーなどの翻訳だけでなく、劇団青俳に参加し安部公房の戯曲『どれい狩り』『快速船』の舞台演出を担当した。ロシア語からの翻訳も行った。文部省の文化政策推進会議の委員を務めた。
弟に化学者の倉橋潔・大阪大学名誉教授がいる。

## 著書
- 『アメリカの現代劇 ユージン・オニール以后』（古今書房） 1946
- 『演出のしかた』（三省堂） 1957、のち晩成書房 1980
- 『現代アメリカ演劇論』（南雲堂） 1960、のち改題『現代アメリカの演劇』1978
- 『芝居をたのしむ』（南雲堂） 1993

### 共編著など
- 『現代演劇講座 第4巻 世界の演劇 第1』（岩瀬孝共編、三笠書房） 1959
- 『世界の演劇 米・ソ・中・日篇』（河竹繁俊共監修、三笠書房、現代の演劇） 1966
- 『シェイクスピア辞典』（編、東京堂出版） 1972

## 翻訳
- 「レフティを待ちつつ」（クリフォード・オデッツ、白水社、『現代世界戯曲選集 第6』） 1954
- 「恐怖を風と共に」（C&P・シフトン、白水社、『現代世界戯曲選集 第9』） 1954
- 『スタニスラフスキイ演出教程 決定版』（訳編、未来社） 1954
- 『俳優修業の実際』（クリスティ、未来社、てすぴす叢書） 1954
- 『舞台の第一歩』（スタニスラフスキイ、未来社、てすぴす叢書） 1954
- 「かもめ」（チェーホフ、白水社、『チェーホフ名作集』） 1956
- 「偉大なる神ブラウン」（ユージン・オニール、荒地出版社、現代アメリカ文学全集 第13』） 1959
- 「マクベス」（平凡社、『世界名作全集 第2 (シェイクスピア名作集)』） 1960
- 「検察官」（河出書房新社、『世界文学全集 第10 (ゴーゴリ)』） 1963
- 「知恵の悲しみ」（グリボエードフ、筑摩書房、『世界文学大系 第89 (古典劇集 第2)』） 1963
- 『テネシイ・ウイリアムズ一幕劇集』（早川書房） 1966

「踏みにじられたペチュニア事件」「わが最後の金時計」「ロング・グッドバイ」
- 「ピグマリオン」（バーナード・ショー、白水社、『バーナード・ショー名作集』） 1966、のち新版
- 「コリオレーナス」（筑摩書房、シェイクスピア全集 第8』） 1967
- 「ローゼンクランツとギルデンスターンは死んだ」（トム・ストッパード、白水社、『今日の英米演劇 第5』） 1968
- 「逃亡」（ブルガーコフ、河出書房新社、『世界文学全集 カラー版 別巻 第2巻 (現代世界戯曲集)』） 1969
- 「ブラック・コメディ」（ピーター・シェーファー、白水社、『現代世界演劇 15 (風俗劇)』） 1971
- 「大いなる白人の希望」（H・サックラー、白水社、『現代世界演劇 13 (リアリズム劇 2)』） 1971
- 「毛猿」（オニール、主婦の友社、『ノーベル賞文学全集 20』） 1972
- 『演劇の歴史』上・下（チェザーレ・モリナーリ、PARCO出版局） 1977
- 『演技について』（ローレンス・オリヴィエ、甲斐万里江共訳、早川書房） 1989
- 「鋳掛屋の婚礼」（ジョン・M・シング、恒文社、『シング選集 戯曲編』） 2002
- 『テネシー・ウィリアムズ しらみとり夫人　財産没収 ほか』（鳴海四郎共訳、ハヤカワ演劇文庫） 2007
- 『ピーター・シェーファー 1　アマデウス』（甲斐萬里江共訳、ハヤカワ演劇文庫） 2020

### ウィリアム・サローヤン
- 『わが心高原に』（ウイリヤム・サローヤン、中央公論社） 1950
- 『ウィリアム・サローヤン戯曲集』（加藤道夫共訳、早川書房） 1969
- 『ウィリアム・サローヤン 1　わが心高原に / おーい、救けてくれ!』（ハヤカワ演劇文庫） 2008

### アーサー・ミラー
- 『アーサー・ミラー全集 4』（早川書房） 1974
- 『アーサー・ミラー全集 2 橋からのながめ / るつぼ』改訂版（早川書房） 1984[2]
- 『アーサー・ミラー全集 5』（早川書房） 1985
- 『アーサー・ミラー全集 3』改訂版（早川書房） 1986
- 『北京のセールスマン』（アーサー・ミラー、早川書房） 1987
- 『アーサー・ミラー全集 1 みんな我が子 / セールスマンの死』改訂版（早川書房） 1988
- 『アーサー・ミラー自伝』上・下（早川書房） 1996
- 『アーサー・ミラー全集 6 壊れたガラス / 大司教の天井』（早川書房） 1998
- 『アーサー・ミラー 1 セールスマンの死』（ハヤカワ演劇文庫） 2006
- 『アーサー・ミラー 2 るつぼ』（ハヤカワ演劇文庫） 2008
- 『アーサー・ミラー 3 みんな我が子 / 橋からのながめ』（ハヤカワ演劇文庫） 2017
- 『アーサー・ミラー 4 転落の後に / ヴィシーでの出来事』（ハヤカワ演劇文庫） 2017
- 『アーサー・ミラー 5 代価 / 二つの月曜日の思い出』（ハヤカワ演劇文庫） 2017

## 舞台演出
- 安部公房『どれい狩り』（劇団青俳） 1955年
- 安部公房『快速船』（劇団青俳） 1955年

など

## 参考
- 『人事興信録』1995年